# Une rousse qui porte bonheur
Pour les articles homonymes, voir Frankie et Johnny.
Pour plus de détails, voir Fiche technique et Distribution.
Une rousse qui porte bonheur (Frankie and Johnny) est un film américain de Frederick de Cordova sorti en 1966.

## Synopsis
Johnny est un chanteur de charme à bord d'un bateau passionné de jeu. Cependant depuis que la chance l'a laissé tomber, il consulte une diseuse de bonne aventure qui lui prédit qu'il deviendra riche et célèbre en rencontrant une jeune fille rousse. Johnny part alors à la quête de sa promise porte-bonheur...

## Fiche technique
- Titre : Une rousse qui porte bonheur
- Titre original : Frankie and Johnny
- Réalisation : Frederick de Cordova
- Scénario : Alew Gottlieb d'après une histoire de Nat Perrin
- Directeur de la photographie : Jacques R. Marquette
- Montage : Grant Whytock (non crédité)
- Musique : Fred Karger
- Costumes : Gwen Wakeling
- Production : Edward Small (non crédité)
- Genre : Film musicalet comédie romantique
- Pays de production :  États-Unis
- Durée : 87 minutes
- Dates de sortie :
  - États-Unis : 31 mars 1966
  - France : 25 juillet 1967

## Distribution
- Elvis Presley (VF : Jacques Thébault) : Johnny
- Donna Douglas : Frankie
- Harry Morgan (VF : Michel Gudin) : Cully
- Sue Ane Langdon : Mitzi
- Nancy Kovack (VF : Nathalie Nerval) : Nellie Bly
- Audrey Christie (VF : Marie Francey) : Peg
- Robert Strauss (VF : Jacques Hilling) : Blackie
- Anthony Eisley (VF : Marc Cassot) : Braden
- Joyce Jameson : Abigail
- Jerome Cowan (VF : Pierre Collet) : Joe Wilbur
- Naomi Stevens (VF : Lita Recio) : la princesse Zolita
- Henry Corden (VF : Jean-Henri Chambois) : le gitan
- James Millhollin (VF : Henri Ebstein) : le propriétaire du magasin de déguisements
- Cliff Norton (VF : Robert Bazil) : Eddie